# USA:s marinkårskommendant
Commandant of the Marine Corps (förkortat CMC), USA:s marinkårskommendant, är den högste yrkesmilitäre befattningshavaren inom USA:s marinkår och är en fyrstjärning general som är direkt underställd marinministern (Secretary of the Navy): som är chef för marindepartementet (Department of the Navy) i vilket både flottan och marinkåren ingår och ansvarig inför försvarsministern för deras beredskap och förmåga att upprätthålla krigsdugliga förband.

## Beskrivning och uppdrag
Kommendanten biträder marinministern och dennes kansli i beredningen av ärenden som rör marinkåren, och genomför sedan verkställandet av dennes beslut. Kommendanten presiderar över marinkårens högkvartersstab (Headquarters Marine Corps) och leder dess verksamhet. Kommendanten biträds av en vice kommendant (Assistant Commandant of the Marine Corps), även denne en fyrstjärning general, som ersätter kommendanten vid vakans i ämbetet.
Kommendanten, liksom marinministern, saknar operativa befogenheter över marinkårens förband som tilldelats militärbefälhavarna. Kommendantens roll är att likna med en stabschef. Marinkårens kommendant är också, förutom sin roll inom marindepartementet, medlem av Joint Chiefs of Staff under ordförandeskapet av USA:s försvarschef.

## Kronologisk lista över kommendanter 1775-1783, 1798-idag
| Nr    | Namn (levandsår)                        | Bild | Tillträdde        | Avgick            | Not   |
| ----- | --------------------------------------- | ---- | ----------------- | ----------------- | ----- |
| 1.    | Samuel Nicholas (1744–1790)             |      | 28 november 1775  | 27 augusti 1783   | [ 7 ] |
| 2.    | William W. Burrows (1758–1805)          |      | 12 juli 1798      | 6 mars 1804       | [ 7 ] |
| 3.    | Franklin Wharton (1767–1818)            |      | 7 mars 1804       | 1 september 1818  | [ 7 ] |
| (tf.) | Archibald Henderson (1783–1859)         |      | 16 september 1818 | 2 mars 1819       | [ 7 ] |
| 4.    | Anthony Gale (1782–1843)                |      | 3 mars 1819       | 8 oktober 1820    | [ 7 ] |
| 5.    | Archibald Henderson (1783–1859)         |      | 17 oktober 1820   | 6 januari 1859    | [ 7 ] |
| 6.    | John Harris (1790–1864)                 |      | 7 januari 1859    | 1 maj 1864        | [ 7 ] |
| 7.    | Jacob Zeilin (1806–1880)                |      | 10 juni 1864      | 31 oktober 1876   | [ 7 ] |
| 8.    | Charles G. McCawley (1827–1891)         |      | 1 november 1876   | 29 januari 1891   | [ 7 ] |
| 9.    | Charles Heywood (1839–1915)             |      | 30 juni 1891      | 2 oktober 1903    | [ 7 ] |
| 10.   | George F. Elliott (1846–1931)           |      | 3 oktober 1903    | 30 november 1910  | [ 7 ] |
| 11.   | William P. Biddle (1853–1923)           |      | 3 februari 1911   | 24 februari 1914  | [ 7 ] |
| 12.   | George Barnett (1859–1930)              |      | 25 februari 1914  | 30 juni 1920      | [ 7 ] |
| 13.   | John A. Lejeune (1867–1942)             |      | 1 juli 1920       | 4 mars 1929       | [ 7 ] |
| 14.   | Wendall C. Neville (1870–1930)          |      | 5 mars 1929       | 8 juli 1930       | [ 7 ] |
| 15.   | Ben H. Fuller (1870–1937)               |      | 9 juli 1930       | 28 februari 1934  | [ 7 ] |
| 16.   | John H. Russell, Jr. (1872–1947)        |      | 1 mars 1934       | 30 november 1936  | [ 7 ] |
| 17.   | Thomas Holcomb (1879–1965)              |      | 1 december 1936   | 31 december 1943  | [ 7 ] |
| 18.   | Alexander A. Vandegrift (1887–1973)     |      | 1 januari 1944    | 31 december 1947  | [ 7 ] |
| 19.   | Clifton B. Cates (1893–1970)            |      | 1 januari 1948    | 31 december 1951  | [ 7 ] |
| 20.   | Lemuel C. Shepherd, Jr. (1896–1990)     |      | 1 januari 1952    | 31 december 1955  | [ 7 ] |
| 21.   | Randolph M. Pate (1898–1961)            |      | 1 januari 1956    | 31 december 1959  | [ 7 ] |
| 22.   | David M. Shoup (1904–1983)              |      | 1 januari 1960    | 31 december 1963  | [ 7 ] |
| 23.   | Wallace M. Greene, Jr. (1907–2003)      |      | 1 januari 1964    | 31 december 1967  | [ 7 ] |
| 24.   | Leonard F. Chapman, Jr. (1913–2000)     |      | 1 januari 1968    | 31 december 1971  | [ 7 ] |
| 25.   | Robert Everton Cushman, Jr. (1914–1985) |      | 1 januari 1972    | 30 juni 1975      | [ 7 ] |
| 26.   | Louis H. Wilson, Jr. (1920–2005)        |      | 1 juli 1975       | 30 juni 1979      | [ 7 ] |
| 27.   | Robert H. Barrow (1922–2008)            |      | 1 juli 1979       | 30 juni 1983      | [ 7 ] |
| 28.   | Paul X. Kelley (1928–)                  |      | 1 juli 1983       | 30 juni 1987      | [ 7 ] |
| 29.   | Alfred M. Gray, Jr. (1928–)             |      | 1 juli 1987       | 30 juni 1991      | [ 7 ] |
| 30.   | Carl E. Mundy, Jr. (1935–2014)          |      | 1 juli 1991       | 30 juni 1995      | [ 7 ] |
| 31.   | Charles C. Krulak (1942–)               |      | 1 juni 1995       | 30 juni 1999      | [ 7 ] |
| 32.   | James L. Jones (1943–)                  |      | 1 juli 1999       | 12 januari 2003   | [ 7 ] |
| 33.   | Michael W. Hagee (1944–)                |      | 13 januari 2003   | 13 november 2006  | [ 7 ] |
| 34.   | James T. Conway (1947–)                 |      | 14 november 2006  | - 22 oktober 2010 | [ 7 ] |
| 35.   | James F. Amos (1946–)                   |      | 22 oktober 2010   | 17 oktober 2014   | [ 7 ] |
| 36.   | Joseph F. Dunford Jr. (1955–)           |      | 17 oktober 2014   | 24 september 2015 | [ 7 ] |
| 37.   | Robert B. Neller (1953–)                |      | 24 september 2015 | 11 juli 2019      | [ 7 ] |
| 38.   | David H. Berger (1959–)                 |      | 11 juli 2019      | sittande          | [ 7 ] |